# Кентшин
Ке́нтшин (пол. Kętrzynⓘ, раніше Rastembork, нім. Rastenburg) — місто в північно-східній Польщі.
Адміністративний центр Кентшинського повіту Вармінсько-Мазурського воєводства. Свою сучасну назву місто отримало 7 травня 1946, на честь польського історика та громадського діяча — Войцеха Кентшинського.

## Демографія
Чисельність населення міста, станом на 2024 рік, налічувало 25 113 осіб
Демографічна структура станом на 31 березня 2011 року:
|          | Загалом | Допрацездатний вік | Працездатний вік | Постпрацездатний вік |
| -------- | ------- | ------------------ | ---------------- | -------------------- |
| Чоловіки | 13619   | 2408               | 9850             | 1361                 |
| Жінки    | 14847   | 2251               | 9056             | 3540                 |
| Разом    | 28466   | 4659               | 18906            | 4901                 |

### Українці
Поява українців у містечку та його околицях пов'язана з депортацією з рідних земель у рамках акції «Вісла» в 1947 р. У Кентшині наявні українські православна та греко-католицька церкви.
Разом з депортованими православними українцями до Кентшина приїхав отець Олексій Ушаков, який був настоятелем у Кодню. Після Ушакова прийшов отець Юрій Клінгер, відомий православний теолог, який згодом виїхав до Варшави. Після нього був отець Віталій Чижевський, який працював у парафії 58 років. Він разом зі священиком з Гіжицька 50 років працював над відновленням тут духовного життя православних. Православна церква в Кентшині — адаптований в 1949 р. вірними євангелістський костел. У церкві зберігається реліквія — хустка антимінс, привезена з Кодня Ушаковим. Також із Кодня привезений іконостас. Фрески виконані Юрієм Новосільським.
Греко-католицька громада збирається при церкві св. Василя Великого (збудована громадою 2007 р.). Церква належить до Венґожевського деканату Перемишльсько-Варшавської архієпархії УГКЦ. Також у місті діє Василіанський монастир УГКЦ.
На комунальному цвинтарі у Кентшині знаходиться могила вояка УНР Андрія Дмитренка..

## Галерея

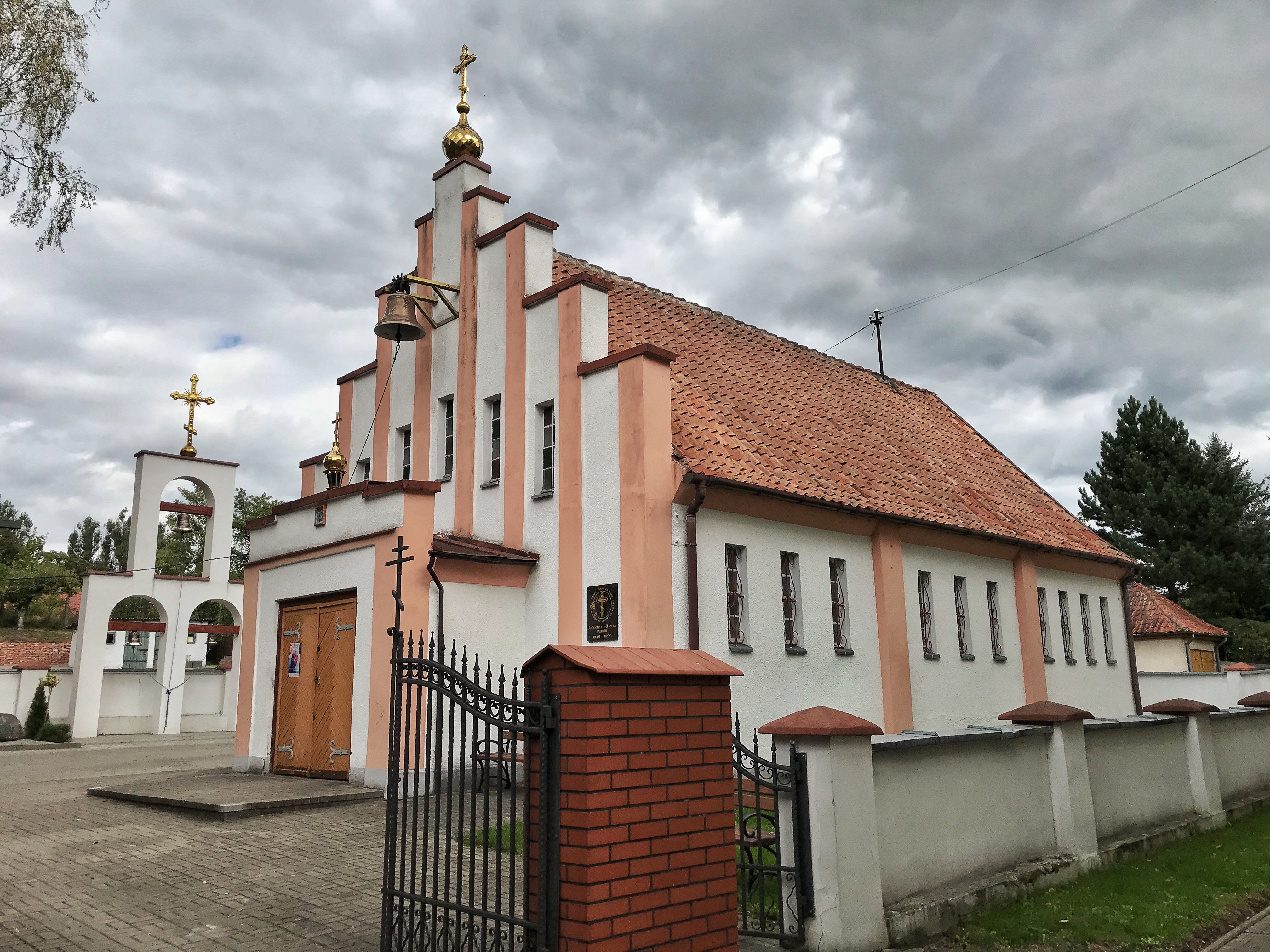
Польська православна церква - (Православ'я в Польщі)
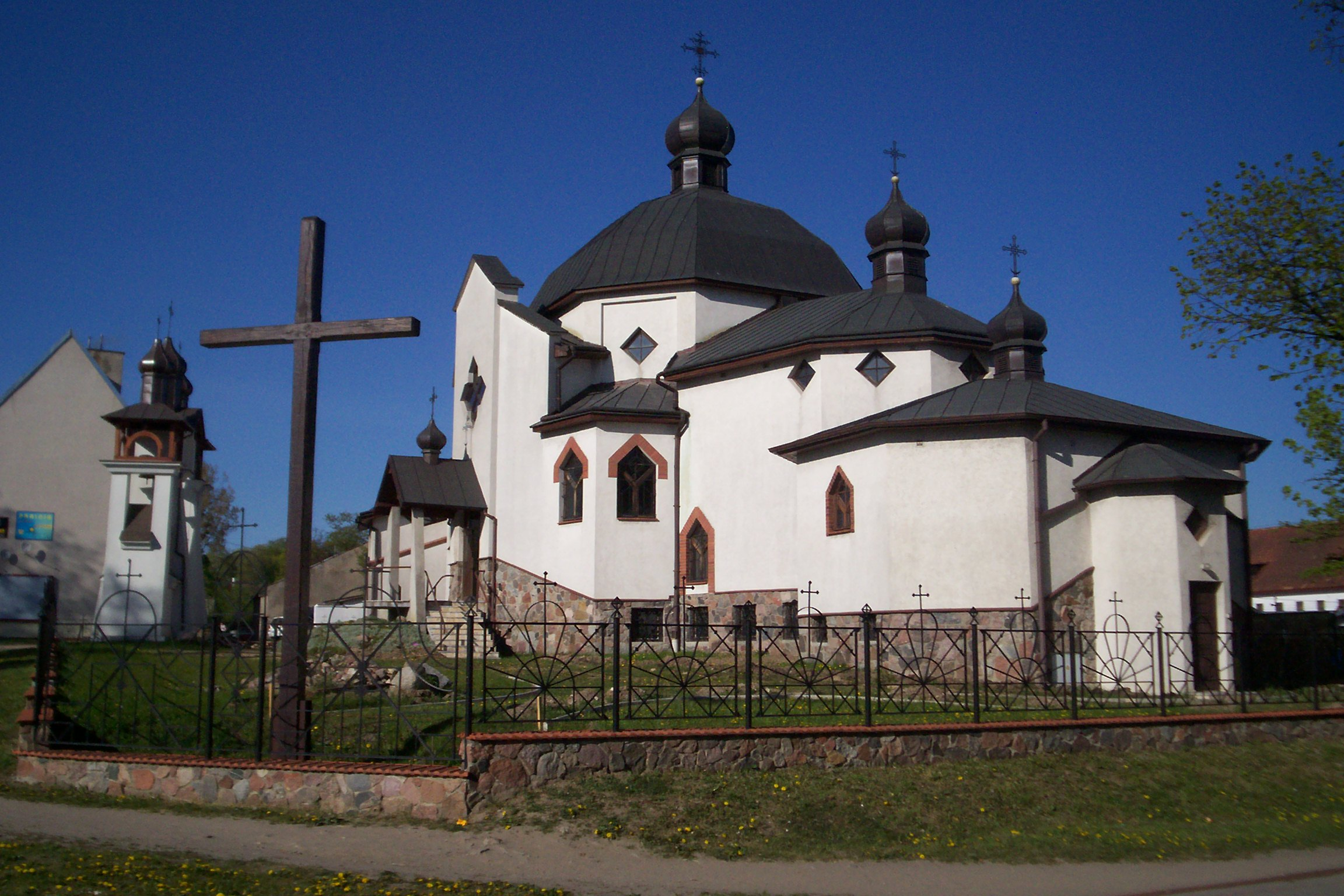
Греко-католицька церква в Польщі